# Dialetto sulista
Il dialetto sulista è un dialetto della lingua portoghese, parlato negli stati brasiliani di São Paulo, Paraná, Santa Catarina, Rio Grande do Sul, Goiás, Minas Gerais e Mato Grosso do Sul.  
Lo stato in cui vivono più locutori di questo dialetto e quello del Paraná (compresa nella capitale Curitiba, in cui però si tende a parlare un'altra versione del dialetto, e in altre importanti città dello stesso stato) e quello centro-orientale di Santa Catarina. Esiste comunque un cospicuo numero di parlanti anche nel nord e nord-ovest dello stato di Rio Grande do Sul.
Il sulista è caratterizzato da fenomeni di riduzione e armonia vocale che interessano principalmente le vocali medie in posizione pretonica.
Il dialetto è quindi caratterizzato da questi fenomeni:
- La pronuncia di consonanti nasali che si trovano alla fine di una sillaba (eccezion fatta per la desinenza -am non accentata, che a volte è pronunciata come -ão );
- La pronuncia della vocale "e" alla fine di ogni parola come /e/, a differenza della maggior parte del Brasile che la pronuncia  /i/. [4] Ad esempio: quente si pronuncia /ʹkente/ (invece di /ʹkẽti/, /ʹkẽʧ/ o /ʹkẽjʧ/).

Il sulista possiede anche un suo piccolo lessico, ad esempio le parole vina (la salciccia) o cancha (il campo sportivo) sono lemmi appartenenti solamente a questo dialetto. Va ricordato inoltre che, a causa delle influenze del dialetto azzoriano, nel litorale catarinense viene parlata un'altra versione ancora del sulista, frutto del miscuglio fra i due dialetti.